# Cancer Man
"Cancer Man" é o quarto episódio da primeira temporada da série televisiva de drama norte-americana Breaking Bad. O episódio foi escrito pelo criador do show Vince Gilligan e dirigido por Jim McKay. O episódio foi ao ar pela primeira vez no dia 17 de fevereiro de 2008 nos Estados Unidos e Canadá pelo canal de televisão AMC.

## Enredo
Hank e sua equipe da DEA organizem uma reunião sobre o desaparecimento de Emilio e Krazy-8, sendo que este último se revela como sendo o informante deles. Hank também relata a descoberta de metanfetamina 99.1% pura. Embora a DEA não tenha pistas, Hank acredita que o produto é bom o suficiente para fazer de alguém o novo chefão da metanfetamina de Albuquerque. Enquanto isso, Walt revela para Hank, Marie e Walt Jr. que ele desenvolveu câncer; e Skyler já havia sido informada. Jesse usa a metanfetamina de Walt com dois amigos e, na manhã seguinte, foge de casa quando experimenta alucinações de que dois evangelistas religiosos à sua porta são motociclistas armados.
Skyler marca uma consulta com um dos melhores oncologistas do país, mesmo a família não podendo pagar por ele. Walt diz que sacará o dinheiro da sua pensão, mas na verdade usa parte do dinheiro que Krazy-8 lhe ofereceu no deserto, e que ele mantém escondido em um duto de ar-condicionado em sua casa. Walt Jr. repreende seu pai por agir tão estranho e indiferente ao seu câncer. Quando Walt vai à sua cooperativa de crédito para depositar o dinheiro em um cheque administrativo, sua vaga de estacionamento é roubada por um homem rico e desagradável chamado Ken. Ken irrita Walt e o resto dos clientes por falar muito alto em seu telefone celular.
Jesse acaba fugindo para a casa de seus pais ricos, onde dorme por um dia inteiro. Ele tenta se relacionar com Jake, o seu irmão mais novo. Naquela noite, Jesse recebe um telefonema de um dos amigos que fumaram a metanfetamina de Walt, que diz que conhece muitas pessoas da classe alta que procuram drogas e estão dispostas a pagar uma nota pela metanfetamina de alta qualidade que ele preparou. No dia seguinte, Jesse visita Walt para fazer às pazes, mas ele opta por expulsar Jesse. Em seguida, Jesse repentinamente paga a metade do lucro da metanfetamina para Walt —  US$ 4,000. O oncologista diz a Walt que o câncer se espalhou para os linfonodos, mas que ainda há uma chance de tratamento por meio de sessões de quimioterapia.
Em casa, Walt expressa suas dúvidas em relação à quimioterapia, uma vez que ela custará US$ 90.000 e também que, caso ele ainda viesse a falecer, deixaria sua família com toda a dívida. Walt Jr. adverte o pai, dizendo que ele deveria morrer se desistisse tão facilmente. Na residência dos Pinkman, uma empregada encontra um baseado no quarto de Jesse, o que leva os seus pais ao expulsarem de casa. Contudo, o baseado pertencia a Jake, que agradece a Jesse por ter aceitado levar a culpa por ele. Enquanto Jesse está esperando por sua carona na frente da casa após seus pais o expulsarem pela maconha, Jake sai e pede o baseado de volta. Porém, Jesse joga a erva no chão e pisa nela. Walt sofre uma crise de tosse enquanto dirige e nota a presença de sangue em suas tosses. Quando ele entra em um posto de gasolina, descobre que Ken também está no local. Quando Ken deixa seu carro sem alarme, Walt furiosamente pega um rodo encharcado, abre o capô do carro de Ken e o coloca fazendo contato com a bateria do carro dele. Na sequência, o motor superaquece e o carro explode enquanto Walt volta para o seu carro. Por fim, ele vai embora do posto tranquilamente deixando um Ken exasperado para trás.

## Produção
O episódio foi escrito por Vince Gilligan, o criador da série, e dirigido por Jim McKay. "Cancer Man" foi ao ar pela primeira vez no dia 17 de fevereiro de 2008 nos Estados Unidos e Canadá pelo do canal de televisão AMC.

## Significado do título
O título "Cancer Man" (em tradução livre para o português: "Homem com Câncer") é uma referência ao personagem da série The X-Files, O Homem Fumante, o qual Mulder chamou pela primeira vez de "Canceroso". Antes de iniciar seus trabalhos em Breaking Bad, Vince Gilligan foi roteirista e produtor desta série.

## Recepção
O episódio recebeu análises positivas da crítica especializada. Seth Amitin, da IGN, avaliou o episódio com nota 8.6 de 10 com o seguinte comentário: "Pareceu um episódio comum, mas muita trama subversiva e desenvolvimento de personagens aconteceram e se você assistiu aos episódios anteriores, provavelmente sabe porque esse episódio foi tão bom. Tem muita coisa para extrapolar." Donna Bowman, escrevendo para o The A.V. Club, deu nota "B-" para o episódio e disse: "Este episódio não teve o fator uau que a série teve até agora -- ele tratou de mover as peças em lugares estratégicos a longo prazo".